# Götene AIS
Götene AIS är en innebandyklubb från Götene. 
Föreningen grundades 1983 under namnet Björnligan och hade flera aktiviteter på sin agenda bland annat löpning. När man 1987 ansökte om att få spela innebandy på serienivå så godkändes inte namnet Björnligan så man döpte om föreningen till Götene AIS.
Man bedrev verksamhet fram till 2003, då man valde att låta föreningen bli vilande. Men sedan hösten 2009 bestämde sig ett gäng unga grabbar att för att det var dags att starta upp föreningen igen. 
Götene AIS har spelat i som högst div. 2 men huserar sedan återstarten i div.4 (Västergötlands IBF)
Noterbart är att fotbollsspelarna Stefan Rodevåg (Falkenbergs FF) Och Jesper Arvidsson (Djurgårdens IF) spelat i föreningen. Båda två har spelat i Allsvenskan (fotboll).